# Repretel
Representaciones Televisivas (más conocido por sus siglas de REPRETEL) es una empresa de televisión abierta costarricense. Posee cuatro canales, los cuales son canal 2 (Central de Radios), canal 4, canal 6 y canal 11. Además, posee 10 emisoras bajo la marca comercial CDR (Central de Radios) y 3 cines con el nombre de Nova Cinemas. Todos ellos pertenecen al conglomerado Albavisión.

## Historia
Fue fundada el 3 de noviembre de 1993 por Remigio Ángel González. En noviembre de 1994, la empresa lanzó el canal 9. En mayo de 1995, Repretel adquiere el canal 6, que emite desde 1965. En 1996, empezó a transmitir programación en el canal 11. En 2000, la empresa vendió el canal 9 y, a la vez, inicia operaciones en el canal 4. En mayo de 1995, Repretel alquiló el canal 6 a la Corporación Costarricense de Televisión por un contrato de 10 años durante la crisis económica de esta última compañía por baja audiencia. Mientras tanto, Repretel adquirió el canal 11 y, en 2007, previo al término del contrato con Telecentro, Repretel retomó el canal 6.
En 2005, Repretel lanzó una estación de radio con el nombre de Radio Disney, en asociación con The Walt Disney Company Latin América. En septiembre del 2006, la empresa adquirió el grupo de emisoras Monumental, el cual opera siete estaciones en frecuencia modulada (FM) y una en amplitud modulada (AM). 
Esta empresa posee tres frecuencias AM que son operadas por terceros, donde se participa con el 50% de las utilidades que generen (pero, si hay pérdidas, éstas corren por cuenta del operador) y la empresa Titicupon.com, una plataforma de comercio electrónico, con cupones de descuento para diferentes productos y servicios. 
Además de los canales de televisión y las radioemisoras, Repretel cuenta con tres cines con el nombre de Nova Cinemas, el centro de entretenimiento posee además el Nova Restaurante & Sports Bar. Así mismo, Repretel Multimedia administra los sitios web repretel.com, cdr.cr y novacinemas.cr, así como las redes sociales de todos los programas de Repretel, central de radios y de Nova Cinemas.
En el 2016, se lanzó el Canal 46, exclusivamente para Arpeggio TV, posteriormente el canal cesó sus transmisiones en 2019.

## Televisión
Repretel administra 4 canales de televisión nacional
| Logo | Nombre   | Eslogan                     | Programación | Fundación                                                                    | Canales                |
| ---- | -------- | --------------------------- | --- | ---------------------------------------------------------------------------- | ---------------------- |
|      | CDR 2    | Parte de tu vida            | Programación Radial y musical. Emite música de las radios Monumental, Reloj, Exa, Best FM y Z FM. Anteriormente, el canal emitía programación generalista. | 1965 2012 (como Repretel)                                                    | Canal 2.1 y 11.2 (TDT) |
|      | Canal 4  | Parte de tu vida            | Canal de entretenimiento, con programación espectáculos juveniles, telenovelas y series estadounidenses.                                                   | 1969 13 de marzo del 2000 (como Repretel)                                    | Canal 4.1 y 6.2 (TDT)  |
|      | Canal 6  | Somos parte de tu vida      | Canal principal generalista, con programación nacional e internacional. Emite telenovelas, series, noticieros, espectáculos, entre otros.                  | 12 de septiembre de 1965 (como telecentro) 1 de mayo de 1995 (como Repretel) | Canal 6.1 (TDT)        |
|      | Canal 11 | Parte de tu vida Poné el 11 | Canal generalista, transmite programación de Univisión y Televisa, con telenovelas, deportes y noticieros.                                                 | 1969 1996 (como Repretel)                                                    | Canal 11.1 (TDT)       |

## Radioemisoras
Repretel actualmente es dueño del grupo radiofónico Central De Radios desde 2007 con la fusión de Radio Monumental y Radio Reloj.
Las emisoras de CDR son las siguientes: 

### Principales emisoras
- Radio Monumental Es la principal emisora del grupo. Transmite programación generalista como noticias, deportes y entretenimiento.
- Zeta FM Transmite principalmente música bailable como salsa, cumbia, merengue, etc.
- Best FM Transmite éxitos en inglés.
- Exa FM Transmite música y programación variada.
- La Mejor FM Transmite programación variada.
- Momentos Reloj conocida anteriormente como Radio Reloj, transmite programación musical romántica.

### Otras emisoras
- Radio Managua
- Cristal 980 AM
- Radio Pacífico
- Radio Disney

## Cine
El 25 de diciembre de 2013 Repretel inaugura sus primeras salas de cine, con sedes en Escazú y Alajuela y Curridabat denominadas como Nova Cinemas de Repretel, y son el primer conglomerado de cines en implementar la tecnología IMAX en Costa Rica. 
En el segundo semestre del año 2015 Nova Cinemas abre su primer complejo fuera del país, siendo Panamá el elegido para expandir su marca.